# Parasyrisca khubsugul
Parasyrisca khubsugul är en spindelart som beskrevs av Ovtsharenko, Platnick och Yuri M. Marusik 1995. Parasyrisca khubsugul ingår i släktet Parasyrisca och familjen plattbuksspindlar.
Artens utbredningsområde är Mongoliet. Inga underarter finns listade i Catalogue of Life.